# 독일어 문법
독일어의 문법은 다른 게르만어(Germanic languages) 문법과 매우 유사하다.
비록 동사형(verb form) 일부를 배치하는 것과 같은 일부 특징은 영어와 비슷하지만, 다른 것들 가운데 명사의 격(case)과 성(gender), 그리고 주절(main cluase)의 엄격한 V2 어순(V2 word order)이 있다는 점에서 영어 문법과는 다르다.
독일어는 일부 게르만계 언어들이 일부 혹은 전부 소실한 문법적 특성 대부분을 가지고 있다. 성 3개, 격 4개가 있으며, 동사는 인칭(person)과 수(number)에 따라 활용된다. 따라서 독일어는 영어보다 더 많은 굴절(inflection)을 가지고 있으며, 접미사(suffix)도 더 많다. 예를 들어 영어에서는 3인칭 단수 현재형 동사 뒤에는 '-s'를 붙이지만, 대부분 독일어 동사는 현재 시재 동사 활용에 있어 4개의 다른 접미사를 가지고 있다.
- '-e' : 1인칭 단수 동사 뒤
- '-st' : 비공식적 2인칭 단수 동사 뒤
- '-t' : 3인칭 단수 및 비공식적 2인칭 복수 동사 뒤
- '-en' : 1,3인칭 복수 동사, 공식적 2인칭 단수/복수 동사 뒤

성과 격의 차이 때문에 관사(article)는 더 많은 형태를 갖는다. 또한 일부 전치사는 일부 관사와 결합한다.
숫자는 다른 게르만계 언어와 비슷하다. 현대 영어, 스웨덴어, 노르웨이어, 아이슬란드어, 페로어(Faroese)와는 달리, 일의 자리 숫자는 십의 자리 숫자 앞에 놓이는데, 이는 근세 영어(early modern English), 덴마크어, 네덜란드어, 이디시어(Yiddish), 프리지아어(Frisian)와 같다.

## 명사
절대 복수(plurale tantum, 단수형이 없이 복수형으로만 사용하는 명사)를 포함한 독일어 명사(German noun)는 남성(masculine), 여성(feminine), 중성(neuter) 3가지 특정 문법적 성(grammatical gender) 중에 하나를 갖는다. 명사는 격 4개(주격, 속격, 여격, 대격)과 수 2개(단수, 복수)에 따라 굴절된다. 독일어에서 모든 명사는 첫 글자를 대문자로 한다. 영어에서는 고유명사(propper noun)만이 이러한 특성을 갖는다.

### 성
독일어는 선사 인도-유럽 제어(Proto-Indo-European language) 후기에 있었던 성 3개, 즉 남성, 여성, 중성을 모두 가지고 있다. 대부분 독일어 명사는 3개의 성 중 하나를 가지고 있다. die Frau(여성), der Mann(남성)과 같이 사람을 뜻하는 명사들의 성은 명사 뜻에 품는 자연적 성과 그대로 일치한다. 그러나 das Mädchen(소녀들, 중성)과 das Fräulein(처녀들, 중성)과 같은 두드러진 반례도 있다. 이는 -chen이나 -lein으로 끝나는 지소사(diminutive)는 문법적으로 중성이기 때문이다. 따라서 문법상 문제가 없다.
그러나 문법적 성과 자연적 성이 다른 경우도 있다. das Weib(구식, 방언, 인류학적용어 '여성', 영어 wife와 같은 어원을 가짐), der Mensch(인간, 남성 혹은 여성), der Gast(손님guest, 남성 혹은 여성, 여성형 Gästin은 현재는 사용하지 않음). 또한 독일어에서 자연적 성 없는 명사의 성은 완전히 예측 불가하다. 예를 들어 같은 식기류라 하여도 성이 다르다. das Messer(칼, 중성), die Gabel(포크, 여성), der Löffel(스푼, 남성)
독일어 학생은 명사와 그 정관사(definite article)를 함께 배우도록 충고받기도 한다. 정관사는 명사의 성과 일치하기 때문이다. 그러나 명사의 의미, 형태, 특히 접미사는 명사의 성을 정확히 예측하는데 80% 정도 가능하다.
- 접미사 -heit, -keit, -ung, -schaft, -tät으로 끝나는 명사는 항상 여성이다.[2]
- -ich, -ig, -ling로 끝나는 명사는 거의 대부분 남성이다.
- -chen, -lein으로 끝나는 명사는 중성이다.
- 접두사 Ge-와 접미사 -e를 품는 명사 대부분, -nis, -tum, -sa로 끝나는 명사 대부분도 중성이다.
- -e로 끝나는 명사는 여성일 가능성이 높다. 사람이나 동물을 뜻할 때는 남성이다. die Katze(고양이), die Blume(꽃), die Liebe(사랑)는 여성이다. der Bote(사자, 심부름꾼), der Junge(소년), der Knabe(부정직한 사람)는 남성이다. das Ende(끝)처럼 중성인 경우도 있다.
- -er로 끝나는 명사는 남성일 가능성이 높다(der Teller, der Stecker, der Computer). 그러나 das Messer(칼)과 das Wasser(물)은 중성이고, die Mutter(엄마)와 die Butter(버터)는 여성이다.

### 복수
독일어는 복수형을 표지하는 여러 방식이 있다. 대부분 여성 명사는 규칙적이며 어미가 'n'이나 'en'이다. 그러나 많은 남성과 중성 명사는 그렇지 않다. 일부 복수형은 n이나 en을 붙이지만, 일부는 움라우트(umlaut)와 e를 붙이며, 일부 복수형은 단수형과 같다. 일부는 er이나 움라우트와 er을 붙인다. 많은 차용어들은 물론 방언이나 구어에서의 명사는 s를 붙인다(das Restaurant → die Restaurants). 라틴어 -um과 같이 일부 외국어 접미사는 복수형 접미사 앞에서 삭제된다(das Zentrum → die Zentren). 복수형에서의 강세는 바뀐다(der Muslim → die Muslime).
| 단수                                 | 복수                        |
| ------------------------------------ | --------------------------- |
| die Frau (woman)                     | die Frauen                  |
| die Mitarbeiterin (female colleague) | die Mitarbeiterinnen        |
| der Mann (man)                       | die Männer                  |
| die Kuh (cow)                        | die Kühe                    |
| der Kuss (kiss)                      | die Küsse                   |
| das Kabel (cable)                    | die Kabel                   |
| der Bus (bus)                        | die Busse                   |
| das Auto (car)                       | die Autos                   |
| der Kaktus (cactus)                  | die Kakteen (구어 Kaktusse) |
| der Globus (globe)                   | die Globen (혹은 Globusse)  |
| der Atlas (atlas)                    | die Atlanten (혹은 Atlasse) |

특별 구어 혹은 방언 복수형도 있다. 예를 들어
북독일 방언에서 Stöcker는 Stock(막대, 영어 stick)의 복수형이지만, 표준어 복수형은 Stöcke이다.

### 격

#### 일반
거의 모든 형태의 명사와 형용사의 곡용(declension)이 사라진 영어와 달리, 독일어는 명사, 형용사, 관사, 대명사가 네 가지 격(case)에 따라 굴절된다. 격은 주격(nominative case) (Nominativ, Werfall, 1. Fall), 속격(genitive case) (Genitiv, Wes[sen]fall, 2. Fall), 여격(dative case) (Dativ, Wemfall, 3. Fall), 대격(accusative case) (Akkusativ, Wenfall, 4. Fall)이다.  특별 명사의 격은 문장에서 명사의 문법적 기능에 따라 좌우된다.
- 주격 (Wer oder was?) : 문장 주어는 행동을 수행한다.
  - He loves her.
- 속격 (Wessen?) : 무언가의 소유자, 혹은 특정 전치사나 동사의 목적어, 영어의 "Whose?"
  - This is Susanna's book.
- 여격 (Wem?) : 간접목적어(물품이 누군가에게 주어질 때), 혹은 특정 전치사나 동사의 목적어
  - I gave the book to her.
- 대격 (Wen oder was?) : 직접목적어(행동의 기준이 되는), 혹은 특정 전치사의 목적어
  - He loves her.

주목할 것은, 17-19세기 경, 라틴어 유래 독일어도 호격(vocative case), 여격(dative case), 탈격(ablative case)이 있었다.
- 라틴어-독일어 여격 : "er aber sagte zu Petro" [Petrus (m.)]
- 라틴어-독일어 탈격 : "von dem Corpore" [Corpus (n.)], "von der Radice" [Radix (f.)]

일부 단어는 지금도 호격이 있다.
- Jesus의 호격 : Jesu 혹은 Jesus
- Christus의 호격 : Christe 혹은 Christus

예: der Tisch the table (남성형)
|       | 단수          | 복수        |
| Nom.: | der Tisch     | die Tische  |
| Gen.: | des Tisch(e)s | der Tische  |
| Dat.: | dem Tisch(e)  | den Tischen |
| Acc.: | den Tisch     | die Tische  |
익살스런 문장(한 명사만 사용하여 의도를 파악하는 것):
(독일어) Der Tisch [주격] gab dem Tisch(e) [여격] den Tisch [대격] des Tisch(e)s [속격].
(한국어) 그 탁자는 [주격] 그 탁자에게 [여격] 탁자의 [속격] 탁자를 [대격] 주었다.
(영어직) The table [주격] gave (to) the table [여격] the table [대격] of the table [속격].
(영어원) The table gave the table's table to the table.

독일어 정관사 곡용(declension) der, die, das ("the")

이 문장은 독일어에서 격이 사용되는 방식의 예이다. 이는 문장 내 어순이 더 많은 의미를 갖는 영어와는 다르다. 각 명사의 기능이 문장 내 자리로 표지되는 것이 아니라 굴절된 관사로 표기되기 때문에, 속격과 여격의 경우 역시 명사 끝에 붙는 접미사에 따라 표지되기에, 위의 독일어 문장은 또한 다음과 같이 활용될 수도 있다.
Der Tisch gab dem Tisch(e) den Tisch des Tisch(e)s.
Der Tisch gab des Tisch(e)s Tisch dem Tisch(e).
Den Tisch des Tisches gab dem Tisch der Tisch.
Dem Tisch(e) gab den Tisch des Tisch(e)s der Tisch.
Des Tisch(e)s Tisch gab dem Tisch(e) der Tisch.
등등
비록 이들 일부는 현대 독일어에서는 이국적으로 느껴지지만, 문법적으로는 맞다. 심지어 시에서는 일상적이지 않은 구조도 자주 사용된다.
라틴어와 같이 강하게 굴절되는 언어와 달리, 독일어는 명사 자체보다는 명사를 대동하는 한정사(determiner)를 굴절시킴으로써 격을 표현한다. 그러나 문법적 수(단수 혹은 복수)는 항상 명사를 굴절시킴으로써 표현한다(단수 der Tisch, 복수 die Tische). 관사와 함께 명사 격을 표현하는 접미사의 반례는 속격과 여격 단수, 여격 복수이다.

#### 속격
오늘날 속격(genitive case)의 사용은 구어에서는 덜 사용되는 편이다. 대화에서는 종종 여격(dative case)을 속격의 대체물로 사용하기도 한다. 그러나 문어나 공식 연설, 기타 구어로 표현되어서는 안되는 것에서 속격은 거의 의무적으로 사용되고 있으며, 여전히 교육 언어(Bildungssprache, language of education)에서는 중요하다. TV 프로그램과 영화에서는 대체물로서 여격과 정규적인 것으로서의 속격 두 가지를 섞어 사용하는 경우도 있다. 이 경우 얼마나 프로그램이 공식적으로 혹은 '예술적으로' 제작하려는 의도인지에 달려 있다. 여격을 대신 사용하는 것은 남독일방언에서는 더욱 흔하지만, 북독일지역에서는 속격을 더 자주 사용한다. 당시 북독일에서는 마틴 루터(Martin Luther)의 독일어 성경이 외국어처럼 교육되기도 했다. 공식적으로 필요할 때에도 속격을 사용하지 않는 것이 매우 흔해졌지만, 독일인 대부분은 속격을 어떻게 사용하는지 알고 있으며 실제에서도 사용하고 있다. 특히 고등 교육을 받은 이들에게는 속격 대신 여격을 사용하는 것이 잘못되었다고 여기고 이를 지적받을 때에는 부끄러움으로 여기기도 한다. 따라서 독일어를 배울 때 속격을 배우지 않는 것은 추천하지 않고 있는 편이다. 약 600년 동안 속격은 조금씩 일상에서 멀어져 왔지만, 여전히 소멸된 것이라고 할 수 없다. 표준독일어(Standardsprache)의 역사적 발달은 속격을 재건하는 것이었으나, 반드시 문어에서는 그렇지 않다. 예를 들어, 속격은 구어에서 소유 관계를 표현하는데 있어 거의 사용되지 않는다(예 : 'das Auto meines Vaters(my father's car)'는 구어에서 일부 독일인에게는 이상하다). 그러나 부분사 속격(partitive genitive, 전체 중 일부를 표현하는 속격 관사, 전치사 of와 관사 the가 결합된 것으로 비유할 수 있음, 프랑스어 등에도 보인다.)은 오늘날 상당히 흔하다(예 : einer der Besten 'one of the best'). 게다가 일부 동사는 그 목적어에 속격을 포함하지만, 일부 원어민들은 이를 무시하기도 한다. 대신 이들은 속격 목적어를 전치사 구조로 대체하기도 한다. (예 : Ich schäme mich deiner.("I'm ashamed of you.")는 Ich schäme mich wegen dir. 혹은 Ich schäme mich deinetwegen.("I'm ashamed because of you.")으로 대체된다.)
Der Dativ ist dem Genitiv sein Tod ("The dative is to the genitive its death")라는 한 독일어 책 시리즈는 이러한 현상을 제목에 암시하고 있다("genitive's death struggle"라고 저자가 부름). 올바른 표준 독일어에서 Der Dativ ist des Genitivs Tod ("The dative is the genitive's death")이거나 대체로서 Der Dativ ist der Tod des Genitivs ("The dative is the death of the genitive")이다. 표면적으로 이 책은 방언을 사용하고 있다. 즉 속격 대신에 소유대명사와 함께 여격을 사용하는 것으로, 저자가 독일어에서의 굴절이라고 인식한 것에 대한 조롱인 것이다. 왜냐하면 여전히 문어에서 여격 구조물로 속격을 대체하는 것은 큰 오류라고 간주되기 때문이다. 그런데 이는 대부분의 표준독일어 사용자가 구어에서 속격을 대체하는 방식이 아니며, 오히려 이러한 방식은 바바리아어(Bavarian)와 같이 일부 독일 방언에서 흔한 것이다. 표준독일어 사용자들은 'Der Dativ ist der Tod vom Genitiv'라고 할 것인데, 이는 표준어에서도 틀린 것이지만 (글자 그대로 영어 "of the Genitive") 그렇다고 완전히 틀렸다고는 할 수도 없다.
언어적으로 속격이 소멸된다는 명제는 쉽게 논박될 수 있다. 사실 속격은 수 세기동안 독일어 방언 대부분에서 광범위하게 사용되어 오지 않았다. 표준독일어 구어를 가지고 방언들을 대체한 것만이 새로운 것이며, 문어의 속격 사용은 영향을 받지 않은 것이다. 또한 많은 독일인들은 nahe, gemäß, entgegen와 같은 전치사 뒤에서 여격을 사용해야 하는데 속격을 잘못 사용하기도 한다.
그러나 Dem Knaben ist ein Buch zu eigen와 같이 소유를 표시하는 합법적인 여격 구조가 있다. 이 문장은 puero liber est라는 라틴어를 뜻하는데, zu eigen이란 구조는 사실상 라틴어 초심자의 번역에서만 나타난다. 일부 방언은 문자적으로 여격 소유격(dativus possessivus)을 뜻하는 'Dem Knaben ist ein Buch'가 있다. 만약 속격이 표지되지 않고 관사가 없다면(실제로는 복수형에서),  여격이 뒤에 오는 von의 사용은 합법적이면서도 필수적이어야 한다. 예를 들어 다음과 같다.
- Die Belange von Minderheiten sind zu schützen (minorities' affairs are to be protected).

이 경우, Belange der Minderheiten은 정관사를 포함하며, 이는 Minderheiten가 갖는 의도적 부정성(intended indefiniteness)을 반영하지 않는다. Minderheiten은 복수형이 표지된 것이 아니며, 이것은 문법적 격이 될 수 있다. 게다가 여격은 행동의 직접목적어가 되는 신체 부분의 소유를 가리키는데 흔히 사용하기도 한다. Er brach sich den Arm. ("He broke his arm.", 영어로 직역하면 "He broke himself the arm.")이나 Du stichst dir die Augen aus, Junge! ("You'll put your eyes out, kid!", 영어로 직역하면 "You [will] put yourself the eyes out, kid!"와 같은 구조는 전형적이며 어떠한 문맥에서도 맞는 표현이다. 영어에서, 이러한 구조는 to look someone in the eye 구조와 그 변형 구조에서만 발생한다.

#### 여격
여격(dative case)은 동사의 간접목적어(indirect object)에 사용된다. 문장 Ich gebe meinem Sohn(e) einen Hund ("I give my son a dog")은 주어 ich, 동사 gebe, 간접목적어 meinem Sohn(e), 직접목적어 einen Hund로 구성된다. meinem Sohn(e)은 to whom 혹은 주어의 행동에 대한 목적어의 도착지이며, 따라서 남성형 여격 -m을 사용한다.
또한 여격은 소재(location)에 주목한다. 아래의 대격이나 여격 전치사를 참조할 수 있다. 독일어는 소재와 동작(motion)의 차이에 강하게 강조한다. 대격은 동작을, 여격은 소재에 사용된다. 이러한 두 가지를 보여주는 중요한 동사가 4개 있다. '동작/소재' 순서에 따라 hängen/hängen, legen/liegen, stellen/stehen, setzen/sitzen이다.
- Ich hänge das Bild an die Wand.("I hang the picture on(to) the wall.") : 대격 die를 사용, 동작을 표현
- das Bild hängt an der Wand. : 여격 der를 사용, 소재를 표현, 그림이 벽에 있다(the picture is located on the wall)는 것을 의미

#### 전치사 뒤의 격
전치사 뒤의 명사의 격은 전치사가 결정한다. 전치사는 주격과 연결되지 않지만, 다른 경우에는 주격을 따르기도 한다. 전치사 für (영어 for)는 뒤에 대격이 오며, 전치사 mit (영어 with)는 뒤에 여격이 온다. außerhalb (영어 outside of)는 뒤에 속격이 온다. 일부 전치사, 특히 "양방향 전치사(two way prepositions)"는 여격이나 대격 목적어를 가지는데, 이는 활용에 있어 소재(position)를 포함하는지 방향(direction)을 포함하는지 여부에 달려 있다.
- 소재 : in der Küche = "in the kitchen"(여격)
- 방향 : in die Küche = "into the kitchen"(대격)

## 명사구
독일어의 명사구(nominal phrase)는 아래의 순서에 따라 다음의 요소들로 구성된다.

- 관사, 수(기수 혹은 서수), 형용사, 명사, 속격 한정사(genitive attribute), 위치, 관계절(relative clause), 재귀대명사(reflexive pronoun)

- die dritte umwerfende Vorstellung des Schillerdramas in dieser Woche in Hamburg
- the third stunning performance of the drama by Schiller this week in Hamburg

물론 대부분 명사구가 이렇게 복잡하지는 않다.
- 형용사, 수, 속격 한정사, 위치, 관계절, 강조사(emphasizer)는 항상 선택적이다.

명사구는 최소한 기수 1개, 형용사 1개, 명사나 대명사 1개를 포함한다. 부정(indefinite) 복수 명사이거나 불가산명사를 제외하고는 항상 관사 1개가 있다.
- die Drei (the three of them)
- der große Mann (the tall man)
- der Mann (the man)

불가산명사일 경우 관사는 사용하지 않는다. 관사를 사용하면 문장 의미가 바뀐다.
- Ich kaufe billiges Bier (I buy cheap beer)
- Ich kaufe ein billiges Bier (I buy a bottle/can/glass/sort ... of cheap beer)
- Ich habe Geld (I have money)
- Ich habe das Geld (I have the money) or (I have enough money to...)

명사구는 단수로 취급된다. 격, 수, 성을 갖는다. 격과 수는 맥락에 따라 다르지만, 주요 명사가 성을 결정한다.

### 속격한정사
명사구는 소유를 표현하기 위하여 속격한정사(genitive attribute)를 갖는다. 이런 한정사는 다른 명사구를 분리시킬 속격의 다른 명사구로서 보이기도 한다.
- Der Beruf des alten Mannes (The profession of the old man.)
- Die Hütte des Häuptlings des Stammes (The hut of the chief of the tribe)

(속격구는 그 자신만의 속격구를 갖는다.). 이는 현대 독일어에서는 흔치 않다. Die Hütte des Stammeshäuptlings (The hut of the tribe's chief/tribeschief) 형태가 자주 사용된다.
Der Beruf des alten Mannes의 직역은 'the profession of the old man'이다. 'the old man's profession'은 Des alten Mannes Beruf으로 직역할 수 있고 또 그렇게 해도 문법적으로 옳지만, 이러한 형태는 현대 독일어에서는 거의 사용하지 않는다. 다만 고등교육을 받은 이들 사이에서는 이러한 형태가 매우 우아한 활용이라고 인정한다. 시에서는 보이는데, 특히 음보와 운율을 맞추는데 사용된다.

### 위치
명사구는 '위치부사구(position phrase)'를 포함할 수도 있다. 이는 단순히 전치사나 후치사, 혹은 대명부사(pronominal adverb)가 함께 있는 또 다른 명사구로 보일 수 있다.
- Eine Wolke am Himmel (a cloud in the sky)
- Der Bundeskanzler während des Bürgerkriegs im Kongo (the Chancellor during the civil war in the Congo)

(위치부사구는 자기만의 위치부사구를 갖는다.)
- Der Regen im Dschungel im Sommer (the rain in the jungle in the summer)

(몇몇 위치부사구들)
- Der Berg dort (that mountain over there)

### 한정사구 확장
독일어는 긴 명사 한정어(nominal modifier)가 가능하다.
- Der während des Bürgerkrieges amtierende Premierminister (영문 직역 : the during-the-civil-war-office-holding prime minister, 영문 의역 : the Prime Minister holding office during the civil war, 한국어뜻 : 내전 중 재임 중인 수상)

- Die noch zu Anfang des Kurses relativ kleinen, aber doch merklichen Verständigungsschwierigkeiten (영문 직역 : The still-at-the-beginning-of-the-course-relatively-small-but-nevertheless-noticeable communication difficulties, 영문 의역 : the communication difficulties still relatively small at the beginning of the course, but nevertheless noticeable, 한국어뜻 : 처음에는 상대적으로 작지만 그럼에도 분명한 의사소통 문제)

이는 작성한 독일어의 특성, 특히 많이 배운 독일어의 특성이다. 공식석상의 구어적 의사소통에서도 이러한 것들을 들을 수 있다.(뉴스, 연설 등)

### 관계절
명사구에는 관계절(relative clause)도 있을 수 있다.
형태가 상당히 굴절된다는 것을 제외하고, 독일어 관계대명사는 영어보다 덜 복잡하다. 두 가지 변형이 있다. 가장 흔한 것은 정관사 der, die, das이지만, 속격 dessen, deren이라는 특별한 형태와 여격 복수 denen이 있다. 어원적으로 이는 영어 that와 관련 있다. 두 번째는 더욱 문학적이고 강조에 사용되는 바, welcher, welche, welches의 관계대명사적 활용이다. 이는 영어의 which에 비견된다. 고대 영어를 포함한 대부분 게르만어에서는 성, 격, 수에 따라 굴절된다. 이들은 이들이 한정하는 명사로부터 성과 수를 얻지만, 격은 절 내의 기능으로부터 얻는다.
- (독) Das Haus, in dem ich wohne, ist sehr alt.
- (영) The house in which I live is very old.

관계대명사 dem은 중성 단수로서, Haus에 일치시키지만, 여격인 것은 절 내에서 전치사 뒤에 오기 때문이다. 같은 기반으로 대명사 welchem을 대처할 수 있다.
그러나 독일어에서는 선행사가 alles, etwas, nichts(everything, something, nothing)일 경우, 혹은 선행사가 완벽한 절일 경우에 굴절하지 않는 관계대명사 was(영어 what)을 사용한다.
- (독) Alles, was Jack macht, gelingt ihm.
- (영) Everything that Jack does is a success.

- (독) Jack vergaß sein Buch, was niemanden überraschte.
- (영) Jack forgot his book, which surprised nobody.

그러나 was가 전치사(절 전체를 한정하는)를 따를 때, 'wo + 전치사' 혹은 'wor + 전치사'(전치사가 모음으로 시작될 때)로 대체되어야 한다. 간접의문문에서도 마찬가지이다.
- (독) Er wusste nicht, wofür (für was가 아니다) er sich entschuldigen sollte.
- (영) He didn't know what to apologise for.

- (독) Sie mochten, was sie schrieb, worauf sie stolz war.
- (영) They liked what she wrote, which she was proud of.

- (독) Sie gab ihm einen Kuss, worüber er glücklich war.
- (영) She gave him a kiss, which he was happy about.

독일어에서 모든 관계절은 컴마(,)를 표시해야 한다.

## 관사
관사 굴절은 해당 명사의 수, 격, 성에 따른다. 관사는 성 3개에 있어 모두 똑같은 복수형 관사를 갖는다.

## 기수
명사에 관하여, 기수(cardinal number)는 형용사 앞에 놓인다. 만약 수가 상대적으로 낮으면, 부정 복수관사(예 : einige 혹은 mehrere)와 결합하지 않는다. 1인칭 대명사와 2인칭 대명사는 수 앞에 놓인다. 3인칭 대명사는 수와 사용할 수 없다.
- drei Hunde ("three dogs")
- die vier apokalyptischen Reiter ("the four horsemen of the Apocalypse")
- *einige fünf Äpfel (x), einige Äpfel 혹은 fünf Äpfel (o) ("some apples", "five apples")
- ein paar tausend Euro ("a couple of thousand euros")
- wir vier ("we four")

- zehn Pferd (x), zehn Pferde (o) ("ten horses")
- 예외 : 음료 등 몇몇 명사에서 'zehn Bier(구어체)'와 'zehn Biere(준공식체)'는 모두 가능하다.
- 예외 : dreizehn Prozente der Befragten (x) dreizehn Prozent der Befragten (o) ("13% of those asked") — 영어에서처럼 '퍼센트(percent)'는 라틴어의 명사가 아니라 구(per + cent, 영어 for hundred)의 차용이기 때문이다.

기수 ein(하나)은 원형이나 굴절형이 부정관사와 부분적으로 똑같다. 발음에 있어서 숫자 ein은 관사 ein과는 억양면에서 다르다. 또한 쓰는 방식에 있어 숫자 ein은 관사 ein과 강조 차원에서 다르다(예 : 이탤릭, 자간의 증가, 작은 대문자(small caps) : ein, 틀:Css-style, ein). 구어에서 부정관사 ein은 영어의 an이나 네덜란드어의 een처럼 발음상 [ən]이나 [n̩]으로 축약될 수 있다. 반면 eine는 [nə]으로 축약되어 발음된다. 방언에서, 축약은 [ə] (영어의 a와 같은 슈와Schwa), 혹은 고지대 독일어(Upper German) [a]로 간다. 그러나 기수 ein은 항상 원래 발음 그대로 완전히 발음한다. 네덜란드어 een 역시 숫자1로 사용할 때는 온전히 그대로 발음되는 것과 같다.
- ein rotes Buch는 다음과 같은 의미일 수 있다.
  - "어떤 빨간 책 한 권(a red book)" : ein rotes Buch
  - "빨간 책 한 권(one red book)" : ein rotes Buch

숫자 2를 뜻하는 zwei와 3을 뜻하는 drei, 혹은 다른 숫자들 중 일부는 몇몇 사례에서 격어미(case ending)를 갖는다.
형용사가 약어미(weak ending)를 가지면 숫자는 어미를 갖지 않는다. 형용사에 강어미(strong ending)가 있으면 숫자는 속격에서 강어미를 가질 수 있다.
das Haus zweier junger Frauen ("the house of two young women")
속격 복수의 강어미를 갖는 다른 단어가 없다면, 반드시 숫자가 그것을 갖는다.
die Reise dreier Schwestern ("the voyage of three sisters")
이러한 숫자들이 여격 복수에서 명사구의 중심이며, 격표지(case marker)를 갖는 다른 단어들이 없다면, 숫자에 여격 어미가 있을 수 있다.
Zweien habe ich Bananen gegeben ("I have given bananas to two (of them)")

## 형용사
독일어 형용사는 보통 그것이 수식하는 명사 앞에 나온다. 독일어 형용사는 명사구의 격, 수, (단수일 경우) 성에 따라 어미를 갖는다. 어미는 강어미(strong ending), 혼합어미(mixed ending), 약어미(weak ending) 3개가 있다. 어떤 것이 쓰일지는 형용사가 수식하는 단어에 달려 있다. 때때로 성과 격에도 영향을 받는다.
관사처럼, 형용사 역시 3개의 성에서 모두 똑같은 복수어미를 사용한다.
- Ein lauter Krach (a loud noise)
- Der laute Krach (the loud noise)
- Der große, schöne Mond (the big, beautiful moon)

분사(participle)는 형용사로 사용되고 같은 방식으로 취급된다.
로망스어(Romance language)와 반대로, 형용사는 한정 형용사(attributive adjective) 위치에서만 굴절된다. 즉, 명사 하나를 직접 묘사하는 명사구에서 사용될 때를 말한다. 예를 들어, 서술 형용사(predicative adjective)는 be동사에 의해 명사로부터 분리된 것으로, 굴절되지 않으며 부사와 구분이 분명하지 않다.
- Die Musik ist laute (x) Die Musik ist laut (o) ((the) music is loud) 혹은 드물게는 Die Musik ist eine laute ((the) music is a loud one)

비교형(comparison)에는 원급(positive form), 비교급(comparative form), 최상급(superlative form) 세 가지가 있다.

### 형용사의 형태 변화
형용사의 형태 변화(declension)은 그것이 수식하는 명사의 성, 수, 격에 영향을 받을 뿐 아니라, 부정관사가 사용되었는지 정관사가 사용되었는지 아니면 관사가 없는지에도 영향을 받는다. 다음 표는 세 경우를 모두 보여주는 두 가지 사례이다.
|          | 남성 주격 단수                           | 여성 여격 단수                                                                     |
| -------- | ---------------------------------------- | ---------------------------------------------------------------------------------- |
| 정관사   | der hübsche Mann (the/that handsome man) | vor der verschlossenen Tür (in front of the/that locked door)                      |
| 부정관사 | ein hübscher Mann (a handsome man)       | vor einer verschlossenen Tür (in front of a locked door) [a specific door]         |
| 무관사   | hübscher Mann (handsome man)             | vor verschlossener Tür (in front of a locked door) [an undefined door or any door] |

kein이란 단어는 부정관사와 비슷하게 굴절된다.
형용사의 형태 변화는 심지어 고유명사(proper name)에서도 의무적이다. 예를 들어, 비엔나(Vienna) 빈 미술사 박물관(Kunsthistorisches Museum)의 이름은 정관사가 앞에 오면 das Kunsthistorische Museum이다.
역사적 혹은 전설적인 인물에게 주어지는 형용사적 별명(adjectival byname)은 구나 문장에서 문법적 역할에 따라 굴절되어야 한다.
- Karl der Große ist im Jahre 800 Kaiser geworden ("Charlemagne became emperor in the year 800", 카를 대제는 서기 800년에 황제가 되었다.)
- das Schwert Karls des Großen ("The sword of Charlemagne", 카를 대제의 칼)

## 대명사
3인칭 대명사는 명사구(nominal phrase) 대체에 사용될 수 있다. 대명사는 원 명사구와 같은 성, 수, 격을 갖는다. 다른 대명사도 마찬가지다.
대명사 [위치] [관계절]

### 인칭대명사
|      | 1인칭 단수      | 2인칭 단수      | 3인칭 단수      | 3인칭 단수      | 3인칭 단수 | 1인칭 복수 | 2인칭 복수 | 3인칭 복수 | (사용) 2인칭 공식 (문법) 3인칭 복수 |
| 남성 | 1인칭 단수      | 2인칭 단수      | 중성            | 여성            |            | 1인칭 복수 | 2인칭 복수 | 3인칭 복수 | (사용) 2인칭 공식 (문법) 3인칭 복수 |
| ---- | --------------- | --------------- | --------------- | --------------- | ---------- | ---------- | ---------- | ---------- | ----------------------------------- |
| 주격 | ich             | du              | er              | es              | sie        | wir        | ihr        | sie        | Sie                                 |
| 대격 | mich            | dich            | ihn             | es              | sie        | uns        | euch       | sie        | Sie                                 |
| 여격 | mir             | dir             | ihm             | ihm             | ihr        | uns        | euch       | ihnen      | Ihnen                               |
| 속격 | meiner († mein) | deiner († dein) | seiner († sein) | seiner († sein) | ihrer      | unser      | euer       | ihrer      | Ihrer                               |

주 :

인칭대명사(대격, 여격)

- du(deiner, dir, dich)는 Du(Deiner, Dir, Dich)로도 쓸 수 있다. 특히 서신에서 그렇다.
- wir(unser, uns, uns)는 존엄복수(尊嚴複數, pluralis majestatis)로 사용할 경우 Wir(Unser, Uns, Uns)로 쓸 수 있다.

영어의 myself와 같은 재귀인칭대명사(reflexive personal pronoun)는 3인칭이자 2인칭 존칭대명사의 여격과 대격에서만 sich라는 다른 형태를 취한다. 이를 2인칭 존칭대명사로 써도 첫글자를 대문자로 쓰지 않는다.

## 부사구
부사(adverb)는 동사(verb)의 의미를 수식하는 한 단어이고, 부사구(adverbial phrase)는 같은 기능을 수행하는 복수 단어들의 조합이다. 독일어는 여러 종류의 부사구를 포함한다.

## 동사
독일어 동사는 치음(dental consonant)으로 과거시제를 만드는 약동사(weak verb), 그리고 모음전환(ablaut)(모음교체 vowel gradation)으로 과거시제를 만드는 강동사(strong verb)가 있다. 두 유형의 동사 대부분은 규칙적이지만 다양한 하위군(subgroup)과 예외가 존재한다. 그러나 교과서에는 종종 모든 강동사를 불규칙(irregular) 변화로 기술한다. 200개 이상의 강동사와 불규칙동사가 있고, 강동사가 약동사가 되는 점진적인 추세도 있다.

### 문장구조 내 동사
독일어 평서문 주절에서, 정동사(finite verb)는 항상 두 번째 요소로 놓인다. 한 문장 안에 동사가 더 있으면, 준동사(non-finite verb)는 절 끝에 놓인다. 종속접속사(subordinating conjunction)가 있으면, 모든 동사는 절 끝에 놓인다. 두 번째 요소로 놓인 동사는 두번째 단어라는 뜻이 아니라 절의 두번째 구성요소(constituent)라는 뜻이다. 예를 들어 첫번째 위치는 관사 1개와 명사 1개, 소유대명사(possessive pronoun) 1개, 혹은 1개의 종속절 전체가 나오기도 한다.
예시 : (밑줄친 단어는 두번째 요소로서의 동사)
- Ich spiele am Samstag Fußball. (I play football on Saturday.)
- Meine Katze ist schwarz und weiß. (My cat is black and white.)

예시 : (밑줄친 단어는 두번째이자 마지막 요소로서의 동사)
- Ich werde morgen nach Deutschland fliegen. (I will fly to Germany tomorrow.)
- Sie möchte einen besseren Computer kaufen. (She would-like to buy a better computer.)

다음 예시는 한 동사 중 두번째 구조로거 첫번째 요소로서의 종속절의 활용을 보여준다.
(굵은 단어는 종속절이다. 밑줄친 단어는 문장 내에 두번째이자 마지막 요소로서 동사이다.)
- Weil du Nudeln so magst, wollte ich dich heute Abend in ein italienisches Restaurant einladen. (Because you like pasta so much, I wanted to invite you to an Italian restaurant this evening.)
- Sobald ich angekommen bin, werde ich Sie anrufen. (As soon as I have arrived, I will call you)

종속절 내에서 접속사나 관계대명사로 유도되면서, 정동사는 마지막에 온다.
예시 : (굵은 단어는 종속절, 굵고 기울인 것은 종속접속사, 굵고 밑줄친 것은 문장 끝의 동사)
- Ihr Pulli ist aus rotem Stoff, weil es ein Liverpool-Pulli ist. (Your sweater is from red material, because it is a Liverpool sweater.)
- Ich denke, dass er essen soll. (I think that he should eat.)

### 분리동사
독일어는 어근에서 떨어질 수 있는 분리가능 접두사(separable prefix)가 있는 동사들이 많다.
- aussehen : 나타나다(appear) 혹은 보이다(look)
- vorstellen : 상상하다(imagine) 혹은 소개하다(introduce)

- Peter sieht fesch in seinem Anzug aus.(Peter looks handsome in his suit.)
- Lori, kennst du meine Frau? Nein? Dann stelle ich euch einmal einander vor. (Lori, do you know my wife? No? Then let's (lit. for once I [will]) introduce you to one another.)

## 전치사
전치사는 문장의 방향, 위치, 강도 등을 표현하는데 사용한다. 독일어 전치사 활용 방식은 영어와 다르다.
또한 동사에 붙는 분리가능 접두사처럼 독일어가 영어와는 다른 방식으로 전치사를 사용하는 경우도 있다. 예를 들어, "Mach die Lichter aus!" (Turn the lights off!)에서 'aus'(영어 out)는 전치사 'ab' 대신 사용된다. 동사 ausschlafen은 영어로 직역하면 "sleep out"으로, 자연스러운 영어 숙어로는 "sleep in"이 된다.
일부 전치사의 목적어는 고정된 격을 갖는다. 예를 들어 여격 전치사 bei가 문장 안에서 사용되면, 목적어는 여격이 된다. 예를 들면 'Ich mache einen Besuch bei meiner Familie.'(I'm visiting with my family.)가 그것이다. 여격 여성 굴절이 'mein'에 들어가 있다.
다음 차트는 일상에서 전치사와 연결된 격을 보여준다.
| 대격       | 여격      | 속격      | 대격 혹은 여격 |
| ---------- | --------- | --------- | -------------- |
| bis        | aus       | anstatt*  | an             |
| durch      | außer     | statt*    | auf            |
| entlang*** | bei       | außerhalb | hinter         |
| für        | dank**    | innerhalb | in             |
| gegen      | gegenüber | jenseits  | neben          |
| je         | gemäß**   | diesseits | über           |
| ohne       | laut**    | seitens   | unter          |
| um         | mit       | während*  | vor            |
| wider      | nach      | wegen*    | zwischen       |
|            | seit      | mithilfe  |                |
|            | von       | anhand    |                |
|            | zu        |           |                |
|            | trotz* ** |           |                |

* 여격으로 사용하면 구어형이며 대명사로 사용된다.

** 과잉수정(hypercorrection)으로 속격을 사용할 수도 있다.

*** 전치사로서 속격이나 구어 여격을 취하여 'entlang des Weges'(dem Wege) 즉 "그 길을 따라(along the way)"라는 뜻이 되나, 후치사(postposition)로서 같은 의미의 대격을 취한다den Weg entlang.
잘 사용하지 않는 전치사는 관료계에서 사용하며 그 수량이 많은데, 속격을 취한다. 초기 전치사 Richtung (직역하면 "방향", 예를 들어 ich fahre (in) Richtung München, I'm driving in the direction of Munich)는 대격을 취한다.
여격이나 대격의 양방향전치사는 여격일 경우 위치를 의미하며 "where?" (wo?), 대격일 경우 방향을 의미하며 "where to?" (wohin?)에 해당한다.
단순 전치사 1개와 관사 1개로 구성되는 관사화된 전치사(articled preposition)도 있다.
"An"
An + Dem = Am
An + Das = Ans
"In"
In + Dem = Im
In + Das = Ins
"Auf"
Auf + Das = Aufs
"Zu"
Zu + Dem = Zum
Zu + Der = Zur
"Bei"
Bei + Dem = Beim
"Von"
Von + Dem = Vom
"Für"
Für + Das = Fürs
"Um"
Um + Das = Ums
"Durch"
Durch + Das = Durchs

## 양태불변화사
양태불변화사 혹은 양상소사(樣相小辭, modal particle, Abtönungspartikel, Modalpartikel)는 독일어 구어에서 자주 사용되는 것이다. 양상소사는 특정 의미를 전달하는 것이 아니라 문장의 어조에 영향을 준다. 독일어 양상소사의 사례는
wohl, doch, mal, halt, eben, nun, schon, eh, auch, ja가 있다. 더 기본적이고 특정한 의미가 있다(예를 들어 wohl "well", ja "yes", schon "already", auch "also"). 그러나 양상적 활용에 있어 이는 직접적으로 표현되지 않는다. 영어에는 이런 단어가 없어 영역할 때에는 양상소사가 생략된다.

## 문장
독일어 문장 구조는 V2 어순(V2 word order) 사용에 있어 게르만어와 유사하다.

### 내용주
1. ↑   이러한 단어의 단수형은 극히 드물다. 단수 명사 der Moslem이 복수형을 'die Moslems'와 'die Muslime' 두 가지를 가지고 있으며 모두 같은 의미이나, 전자가 규칙형에 속한다.

### 참조주
1. ↑  Durrell & Hammer 2002, 1–10쪽.
2. ↑  Marian, Jakub. “How to recognize gender in German using suffixes”. 《www.jakubmarian.com》. 2020년 12월 29일에 확인함.
3. ↑  Schmitz, Michael; M. A., Turkology Humanities (2020년 2월 27일). “German Prepositions That Take the Accusative Case”. 《www.thoughtco.com》. 2020년 12월 29일에 확인함.
4. ↑  Bauer, Ingrid; B. A., German and French (2020년 2월 27일). “How to Use German Dative Prepositions”. 《www.thoughtco.com》 (영어). 2020년 12월 29일에 확인함.
5. ↑  Schmitz, Michael; M. A., Turkology Humanities (2020년 2월 27일). “Learn About Prepositions That Take the Genitive Case in German”. 《www.thoughtco.com》 (영어). 2020년 12월 29일에 확인함.

## 같이 보기
- V1 어순
- 겸자구조
- 독일어
- 독일어 관사
- 독일어 대명사
- 독일어 동사
- 독일어 동사활용
- 독일어 명사
- 독일어 명사화
- 독일어 문장 구조
- 독일어 문장 유형
- 독일어 발음
- 독일어 병렬 생략
- 독일어 부사구
- 독일어 불변화사 목록(1996년 정서법 개정안)
- 독일어 양태불변화사
- 독일어 접두사동사 및 불변화사동사
- 독일어 접속법
- 독일어 정서법
- 독일어 주어 내부 생략
- 독일어 태
- 독일어 형용사
- 독일어 환치사